# ادجا-اوره
ادجا-اوره (به لاتین: Adja-Ouèrè) یک سکونتگاه مسکونی در بنین است که در استان پلاتئو واقع شده‌است.

## خصوصیات
ادجا-اوره ۵۵۰ کیلومترمربع مساحت و ۸۱٬۴۹۷ نفر جمعیت دارد.